# Sarah-Elisabeth Rodger
Sarah-Elizabeth Rodger (22 de agosto de 1912), ou Mrs. L. Patrick Moore, foi uma escritora e poetisa estadunidense que costumava publicar contos e histórias seriadas na revista estadunidense Ladies'Home Companion, além de outras revistas dentro e fora do país.

## Biografia
Sarah-Elizabeth era filha do Reverendo Halsey Werlein e de Sarah-Elizabeth Bruce Reynolds. Posteriormente, foi enteada de Robert W. Aldrich Rodger, de Marden Farm, Glen Cove, long Island, por quem foi adotada e adquiriu o nome Rodgers. Casou com Clement S. Henry, Jr. em 6 de abril de 1933, em Nova Iorque, e tiveram 2 filhos, tendo morado em Roslyn, Long Island.
Posteriormente, separou-se do marido e casou com L. Patrick Moore, adotando o sobrenome dele. Um dos filhos, cujo nome era Clement Sulivane Henry III (Nova Iorque, 1937), após o segundo casamento da mãe, adotou o nome Clement Moore Henry.

## Lista de obras
Obras em revistas
- All’s Fair, The American Magazine, Jan 1936
- Another Forever, Good Housekeeping, Abr 1940
- Beloved Survivor, The American Magazine, Maio 1956
- Bermuda Prelude, McCall’s Mar, 1934
- Chart for a Nameless Nurse, (ss) McCall’s, Jun 1938
- Common Ground, Ladies Home Journal, Jun 1940
- Danger - Love at Work, Liberty, 21 de Mar 1942
- Darling, We’re Late, The American Magazine, Dez 1945
- Descent of a Star, The American Magazine, Mar 1937
- Dr. Wyatt speaking (Australian Women's Weekly supplement) by Sarah Elizabeth Rodger
- Exit Laughing, ilustrada por Tom Lovell, na American Magazine, Fev 1939
- Farewell Without Regret, Good Housekeeping, Jun 1940
- Horse Show Ball, Cosmopolitan Nov, 1940
- I Choose This Love, Woman’s Home Companion, Jul 1954
- Into Thin Air, The American Magazine, Abr 1940
- Lady in Waiting, McCall’s, Fev 1935
- Let Me Love You, The American Magazine, Fev 1952
- Letter to My Love, The American Magazine, Jul 1950
- Look a Memory in the Face, McCall’s, Out 1948
- Lost Company, Good Housekeeping, Fev 1938
- Love on the Run, Ladies Home Journal, Nov 1943
- Love Will Be a Little Late, The American Magazine, Dez 1955
- Misfortune’s Child, (ss) The American Magazine Nov 1946
- My Life Your Life, (ss) McCall’s May 1936
- Never Lose Love, (ss) The American Magazine Dec 1948
- Night Before the Wedding, (ss) McCall’s Jul 1939
- Night Club Lady, (n.) Cosmopolitan Mar 1939
- Night Without Music, (ss) The American Magazine Nov 1939
- Rich Man, Poor Man, Womans Home Companion, Ago 1938
- Sixth Spring (ss) McCall’s Aug 1933[9]
- Social Seasons: Carolina Runaway, (ss) Cosmopolitan Nov 1939
- Social Seasons: Retreat to the Midnight Sun, (ss) Cosmopolitan Sep 1939
- Social Seasons: This Time It’s Different, (ss) Cosmopolitan Mar 1940
- Social Seasons: Two-Legged Trophy, (ss) Cosmopolitan Aug 1939
- Someone of Her Own, (ss) Woman’s Home Companion Sep 1943
- Spring Showing, (na) The American Magazine Jan 1950
- Take This Woman, (ss) McCall’s Dec 1956
- The Ferry Over (ss) The American Magazine Dec 1935
- The Men in Her Life, (na) The American Magazine Oct 1953
- The Quiet Wife, (na) The American Magazine Sep 1954
- The Smooth Side of Life, (ss) Cosmopolitan Jan 1940
- The Week of the Wives, em  “Good housekeeping” 1939
- Two Who Were Strangers, (ss) McCall’s Mar 1935
- Wings to Follow Him, (ss) Woman’s Home Companion Feb 1940
- Women Can’t Be Friends, (ss) McCall’s Oct 1941
- Worth the Mending, (ss) The American Magazine May 1935

Romances
- Second Choice
- Girl with a Past, The American Magazine, 1952.
- The Week of the Wives, 1958[10]
- The Truant: a Story, 1931
- The Strange Woman (Lippincott, 1938)
- Temporary Widow
- The Way it Used to Be
- Not with my heart, 1941, Ladies Home Journal May 1941. New York: Doubleday, Doran & Co.
- I want something better, Sydney: Consolidated Press, 1939

Poemas
- Notes from Darkness, poema, abril, 1931. Thomas Moult (1893-1974) foi um jornalista e poeta, e se tornou conhecido por sua antologia anual dos “Melhores Poemas do Ano” (Best Poems of the Year), de 1922 a 1943. O poema de Sarah foi um dos melhores de 1931.
- And if I Cry Release (Nova Iorque: Doubleday, Doran & Company, 1940)
- Songs on the Way, Poetry Magazine, 1927
- Hoof-Beats, Poetry Magazine, 1927
- Quest, Poetry Magazine, 1927

## Sarah-Elizabeth Rodger no cinema
- Girl Overboard (1937), de uma história de Sarah Elizabeth Rodger, "Person-to-Person Call".

## Sarah-Elizabeth Rodger em língua portuguesa
- Coração Ausente, volume 125 da Coleção Biblioteca das Moças, da Companhia Editora Nacional, tradução de Maslowa Gomes Venturi, 1956.